# 旱生香茶菜
旱生香茶菜（学名：Isodon xerophilus）为唇形科香茶菜属下的一个种。